# Duel aérien (film)
Duel aérien (Flying Circus) est un dessin animé de la série Looney Tunes réalisé par Alex Lovy et sorti en 1968.

## Fiche technique
- titre original : Flying Circus
- réalisation : Alex Lovy
- scénario : Cal Howard
- producteur : William L. Hendricks (en) (comme Bill L. Hendricks)
- Musique : William Lava
- Monteur : Hal Geer (en)
- production : Warner Bros. Cartoons
- pays : États-Unis
- genre : dessin animé de comédie
- langue : anglais
- durée : 6 minutes
- format : 35 mm, couleur (Technicolor), son monophonique
- date de sortie : 
  - États-Unis : 14 septembre 1968

### Animation
- Bob Abrams : background artist
- Ted Bonnicksen : animateur
- Robert Givens : maquettiste (comme Bob Givens)
- Laverne Harding : animateur (comme La Verne Harding)
- Volus Jones : animateur
- Ed Solomon : animateur
- Jaime Diaz : concepteur des personnages (non crédité)

## Distribution
Voix :     
- Version originale : 
  - Larry Storch : Ace / Fritz Von Wienerschnitzel